# Lista medaliaților olimpici la ciclism rutier

## Bărbați

### Ciclism rutier
| Olimpiada | Aur                                          | Argint                                   | Bronz                                  |
| --------- | -------------------------------------------- | ---------------------------------------- | -------------------------------------- |
| 1896      | Aristidis Konstantinidis (GRE)               | August Gödrich (DEU)                     | Edward Battell (GBR)                   |
| 1906      | Fernand Vast (FRA)                           | Maurice Bardonneau (FRA)                 | Edmond Luguet (FRA)                    |
| 1936      | Robert Charpentier (FRA)                     | Guy Lapébie (FRA)                        | Ernst Nievergelt (SUI)                 |
| 1948      | José Beyaert (FRA)                           | Gerrit Voorting (NED)                    | Lode Wouters (BEL)                     |
| 1952      | André Noyelle (BEL)                          | Robert Grondelaers (BEL)                 | Edi Ziegler (GER)                      |
| 1956      | Ercole Baldini (ITA)                         | Arnaud Geyre (FRA)                       | Alan Jackson (GBR)                     |
| 1960      | Wiktor Arsenjewitsch Kapitonow (URS)         | Livio Trapè (ITA)                        | Willy Vanden Berghen (BEL)             |
| 1964      | Mario Zanin (ITA)                            | Kjell Rodian (DEN)                       | Walter Godefroot (BEL)                 |
| 1968      | Pierfranco Vianelli (ITA)                    | Leif Mortensen (DEN)                     | Gösta Pettersson (SWE)                 |
| 1972      | Hennie Kuiper (NED)                          | Clyde Sefton (AUS)                       | neacordat                              |
| 1976      | Bernt Johansson (SWE)                        | Giuseppe Martinelli (ITA)                | Mieczysław Nowicki (POL)               |
| 1980      | Sergei Nikolajewitsch Suchorutschenkow (URS) | Czesław Lang (POL)                       | Juri Barinow (URS)                     |
| 1984      | Alexi Grewal (USA)                           | Steve Bauer (CAN)                        | Dag Otto Lauritzen (NOR)               |
| 1988      | Olaf Ludwig (GDR)                            | Bernd Gröne (FRG)                        | Christian Henn (FRG)                   |
| 1992      | Fabio Casartelli (ITA)                       | Erik Dekker (NED)                        | Dainis Ozols (LAT)                     |
| 1996      | Pascal Richard (SUI)                         | Rolf Sørensen (DEN)                      | Maximilian Sciandri (GBR)              |
| 2000      | Jan Ullrich (GER)                            | Alexander Nikolajewitsch Winokurow (KAZ) | Andreas Klöden (GER)                   |
| 2004      | Paolo Bettini (ITA)                          | Sérgio Paulinho (POR)                    | Axel Merckx (BEL)                      |
| 2008      | Samuel Sánchez (ESP)                         | Fabian Cancellara (SUI)                  | Alexander Wiktorowitsch Kolobnew (RUS) |

### Individual
| Olimpiada | Aur                                        | Argint                                     | Bronz                    |
| --------- | ------------------------------------------ | ------------------------------------------ | ------------------------ |
| 1912      | Rudolph Lewis (RSA)                        | Frederick Grubb (GBR)                      | Carl Schutte (USA)       |
| 1920      | Harry Stenqvist (SWE)                      | Henry Kaltenbrun (RSA)                     | Fernand Canteloube (FRA) |
| 1924      | Armand Blanchonnet (FRA)                   | Henri Hoevenaers (BEL)                     | René Hamel (FRA)         |
| 1928      | Henry Hansen (DEN)                         | Frank Southall (GBR)                       | Gösta Carlsson (SWE)     |
| 1932      | Attilio Pavesi (ITA)                       | Guglielmo Segato (ITA)                     | Bernhard Britz (SWE)     |
| 1996      | Miguel Induráin (ESP)                      | Abraham Olano (ESP)                        | Chris Boardman (GBR)     |
| 2000      | Wjatscheslaw Wladimirowitsch Jekimow (RUS) | Jan Ullrich (GER)                          | Lance Armstrong (USA)    |
| 2004      | Tyler Hamilton (USA)                       | Wjatscheslaw Wladimirowitsch Jekimow (RUS) | Bobby Julich (USA)       |
| 2008      | Fabian Cancellara (SUI)                    | Gustav Erik Larsson (SWE)                  | Levi Leipheimer (USA)    |

### Echipe
| Olipiada | Aur                                                                          | Argint                                                                     | Bronz                                                                             |
| -------- | ---------------------------------------------------------------------------- | -------------------------------------------------------------------------- | --------------------------------------------------------------------------------- |
| 1912     | Suedia Erik Friborg Algot Lönn Ragnar Malm Axel Persson                      | Regatul Unit Frederick Grubb William Hammond Leonard Meredith Charles Moss | Statele Unite ale Americii Albert Krushel Walter Martin Alvin Loftes Carl Schutte |
| 1920     | Franța Fernand Canteloube Georges Detreille Marcel Gobillot Achille Souchard | Suedia Sigfrid Lundberg Ragnar Malm Axel Persson Harry Stenqvist           | Belgia · Albert De Bunné · Jean Janssens · André Vercruysse · Albert Wyckmans     |
| 1924     | Franța Armand Blanchonnet René Hamel Georges Wambst                          | Belgia · Henri Hoevenaers · Alphonse Parfondry · Jean van den Bosch        | Suedia Erik Bohlin Ragnar Malm Gunnar Sköld                                       |
| 1928     | Danemarca · Henry Hansen · Orla Jørgensen · Leo Nielsen                      | Regatul Unit Jack Lauterwasser John Middleton Frank Southall               | Suedia Gösta Carlsson Erik Jansson Georg Johnsson                                 |
| 1932     | Flag of Italy (1861-1946).svg Giuseppe Olmo Attilio Pavesi Guglielmo Segato  | Danemarca · Henry Hansen · Leo Nielsen · Frode Sørensen                    | Suedia Arne Berg Bernhard Britz Sven Höglund                                      |
| 1936     | Franța Robert Charpentier Robert Dorgebray Guy Lapébie                       | Elveția Edgar Buchwalder Ernst Nievergelt Kurt Ott                         | Belgia · Auguste Garrebeek · Armand Putzeys · François Vandermotte                |
| 1948     | Belgia · Léon De Lathouwer · Eugène van Roosbroeck · Lode Wouters            | Regatul Unit Robert Maitland Cyril Scott Gordon Thomas                     | Franța José Beyaert Jacques Dupont Alain Moineau                                  |
| 1952     | Belgia · Robert Grondelaers · André Noyelle · Lucien Victor                  | Italia Dino Bruni Gianni Ghidini Vincenzo Zucconelli                       | Franța Jacques Anquetil Claude Rouer Alfred Tonello                               |
| 1956     | Franța Arnaud Geyre Maurice Moucheraud Michel Vermeulin                      | Regatul Unit Arthur Brittain William Holmes Alan Jackson                   | Germania Reinhold Pommer Gustav-Adolf Schur Horst Tüller                          |

### Echipe după timp
| Olipiada | Aur                                                                                    | Argint                                                                                | Bronz                                                                             |
| -------- | -------------------------------------------------------------------------------------- | ------------------------------------------------------------------------------------- | --------------------------------------------------------------------------------- |
| 1960     | Italia Antonio Bailetti Ottavio Cogliati Giacomo Fornoni Livio Trapè                   | Germania Egon Adler Erich Hagen Günter Lörke Gustav-Adolf Schur                       | Uniunea Sovietică Wiktor Kapitonow Jewgeni Klewzow Juri Melichow Alexei Petrow    |
| 1964     | Țările de Jos Evert Dolman Gerben Karstens Jan Pieterse Bart Zoet                      | Italia Severino Andreoli Luciano Dalla Bona Pietro Guerra Ferruccio Manza             | Suedia Sven Hamrin Erik Pettersson Gösta Pettersson Sture Pettersson              |
| 1968     | Țările de Jos Fedor den Hertog Jan Krekels René Pijnen Joop Zoetemelk                  | Suedia Erik Pettersson Gösta Pettersson Tomas Pettersson Sture Pettersson             | Italia Giovanni Bramucci Vittorio Marcelli Mauro Simonetti Pierfranco Vianelli    |
| 1972     | Uniunea Sovietică Waleri Jardy Gennadi Komnatow Waleri Lichatschow Boris Schukow       | Polonia Edward Barcik Lucjan Lis Stanisław Szozda Ryszard Szurkowski                  | nicht vergeben                                                                    |
| 1976     | Uniunea Sovietică Wladimir Kaminski Aavo Pikkuus Waleri Tschaplygin Anatoli Tschukanow | Polonia Mieczysław Nowicki Tadeusz Mytnik Stanisław Szozda Ryszard Szurkowski         | Danemarca · Verner Blaudzun · Gert Frank · Jørgen Hansen · Jørn Lund              |
| 1980     | Uniunea Sovietică Anatoli Jarkin Juri Kaschirin Oleg Logwin Sergei Schelpakow          | Republica Democrată Germană Falk Boden Bernd Drogan Hans-Joachim Hartnick Olaf Ludwig | Cehoslovacia Michal Klasa Vlastibor Konečný Alipi Kostadinov Jiří Škoda           |
| 1984     | Italia Marcello Bartalini Marco Giovannetti Eros Poli Claudio Vandelli                 | Elveția Alfred Achermann Richard Trinkler Laurent Vial Benno Wiss                     | Statele Unite ale Americii Ronald Kiefel Roy Knickman Davis Phinney Andrew Weaver |
| 1988     | Republica Democrată Germană Uwe Ampler Mario Kummer Maik Landsmann Jan Schur           | Polonia Joachim Halupczok Zenon Jaskuła Marek Lesniewski Andrzej Sypytkowski          | Suedia Anders Jarl Björn Johansson Jan Karlsson Michel Lafis                      |
| 1992     | Germania Bernd Dittert Christian Meyer Uwe Peschel Michael Rich                        | Italia Flavio Anastasia Luca Colombo Gianfranco Contri Andrea Peron                   | Franța Hervé Boussard Didier Faivre-Pierret Philippe Gaumont Jean-Louis Harel     |

## Femei

### Ciclism rutier
| Olimpiada | Aur                                 | Silber                       | Bronz                              |
| --------- | ----------------------------------- | ---------------------------- | ---------------------------------- |
| 1984      | Connie Carpenter-Phinney (USA)      | Rebecca Twigg (USA)          | Sandra Schumacher (GER)            |
| 1988      | Monique Knol (NED)                  | Jutta Niehaus (GER)          | Laima Zilporytė (URS)              |
| 1992      | Kathryn Watt (AUS)                  | Jeannie Longo-Ciprelli (FRA) | Monique Knol (NED)                 |
| 1996      | Jeannie Longo-Ciprelli (FRA)        | Imelda Chiappa (ITA)         | Clara Hughes (CAN)                 |
| 2000      | Leontien Zijlaard-van Moorsel (NED) | Hanka Kupfernagel (GER)      | Diana Žiliūtė (LTU)                |
| 2004      | Sara Carrigan (AUS)                 | Judith Arndt (GER)           | Olga Anatoljewna Sljussarewa (RUS) |
| 2008      | Nicole Cooke (GBR)                  | Emma Johansson (SWE)         | Tatiana Guderzo (ITA)              |

### Individual
| Olimpiada | Aur                                 | Silber                       | Bronz                        |
| --------- | ----------------------------------- | ---------------------------- | ---------------------------- |
| 1996      | Sulfija Chassanowna Sabirowa (RUS)  | Jeannie Longo-Ciprelli (FRA) | Clara Hughes (CAN)           |
| 2000      | Leontien Zijlaard-van Moorsel (NED) | Mari Holden (USA)            | Jeannie Longo-Ciprelli (FRA) |
| 2004      | Leontien Zijlaard-van Moorsel (NED) | Deirdre Barry (USA)          | Karin Thürig (SUI)           |
| 2008      | Kristin Armstrong (USA)             | Emma Pooley (GBR)            | Karin Thürig (SUI)           |